# Claes Carlsten (militär)
Claes Johan Carlsten, född 15 juli 1918 i Malmö Sankt Johannes församling i Malmöhus län, död 4 juli 1989 i Malmö Sankt Pauli församling i Malmöhus län, var en svensk militär.

## Biografi
Carlsten avlade studentexamen 1937. Han avlade officersexamen vid Krigsskolan 1940 och utnämndes samma år till fänrik vid Wendes artilleriregemente, där han befordrades till löjtnant 1942. Han gick Artilleriofficersskolan vid Artilleri- och ingenjörhögskolan 1942–1943, studerade vid Kungliga Krigshögskolan 1945–1947 och befordrades till kapten vid Wendes artilleriregemente 1948. År 1950 inträdde han i Generalstabskåren, varefter han 1950–1956 tjänstgjorde vid Försvarsstaben och 1956–1958 vid Bergslagens artilleriregemente, Han studerade 1958 vid Försvarshögskolan, befordrades samma år till major i Generalstabskåren och var från 1958 chef för Kommunikationsavdelningen vid Försvarsstaben, befordrad till överstelöjtnant 1962, varpå han 1963–1965 var lärare vid Artilleriskjutskolan. Han befordrades 1965 till överste och var 1965–1970 chef för Artilleriskjutskolan, varpå han var chef för Smålands artilleriregemente 1970–1973 och befälhavare för Malmö försvarsområde 1973–1975. År 1976 befordrades han till överste av första graden, varefter han 1976–1978 var chef för Södra skånska regementet tillika befälhavare för Malmö försvarsområde.
Claes Carlsten var son till kontorschefen Claes-Ivar Carlsten och Elsa Billsten. Han gifte sig 1944 med Hillevi Areskoug (1914–1983) och var därigenom svåger till överstarna Gunnar och Carl Areskoug samt ingenjören och kaptenen Sigvard Areskoug.[källa behövs] Makarna Carlsten är begravda på Östra kyrkogården i Malmö.

### Utmärkelser
- Riddare av första klass av Svärdsorden, 1958.[8]
- Kommendör av Svärdsorden, 1970.[9]
- Kommendör av första klass av Svärdsorden, 1973.[10]